# Clathromorphum variabile
Clathromorphum variabile M.L. Mendoza & S. Molina  é o nome botânico  de uma espécie de algas vermelhas marinhas pluricelulares do gênero Clathromorphum, subfamília Melobesioideae.

## Sinonímia
- Não apresenta sinônimos.